# 朱奇㶏
宁化悼康王朱奇㶏（1481年—1505年），明朝宁化王朱锺鈵的嫡长子，母亲是王妃武氏。其父被废之后，以宁化长子管王府事，生前未曾袭封，王号为死后追封。

## 生平
成化十九年（1483年）四月赐名。
弘治四年（1491年）十一月，明孝宗下诏以朱锺鈵奸收父妾、强夺人妻、又残酷棰死多人，革去冠带、禄米，令戴头巾闲住。最初各府郡王只有定额校尉随侍，永乐年间朱锺鈵的大伯祖父晋定王朱济熺上奏从自己的三護衛官軍內分一所给其庶弟寧化懿簡王朱济焕，即朱鍾鈵的祖父。朱鍾鈵获罪革爵后，本所官軍也調到衛所。其嫡母趙太妃因為嫡孫朱奇㶏得聖旨掌府事，累次上疏请求留下所調官軍。弘治五年（1492年）三月，孝宗命於正軍內改一百名為校尉以賜朱奇㶏。
朱鍾鈵获罪革爵后，愈发凶残。趙太妃驚恐成疾而死。朱鍾鈵的婢妾不堪其毒，夜间聚集出逃，為巡逻者所獲。鎮守太監劉政、巡撫都御史張敷華、巡按御史白鸞各自奏其事，孝宗命太監羅祿、大理寺丞王鑑之、錦衣衛指揮僉事葉廣前去会同都御史顧佐调查。朱鍾鈵反誣弟弟镇国将军朱鍾錥與武妃通奸，并痛箠武妃及朱奇㶏，朱鍾鈵生母劉氏奔来相救，朱鍾鈵咬她的肩，劉氏倒地，朱鍾鈵以杖打伤她的嘴，流血染污了衣服；又逼朱奇㶏作证武妃通奸，箠打他几乎致死。宮人張喜兒等保护朱奇㶏出逃。於是朱鍾鈵的事都暴露。孝宗又命太監陳寬、刑部侍郎戴珊、錦衣衛指揮同知王竚復查得实情，还担心其蒙冤，命廷臣于諸王館会同讯问。弘治八年（1495年）十一月，孝宗說朱鍾鈵不孝、淫乱可疑，但閨門不正、違法多端，不宜為一國藩王，降為庶人，送鳳陽高墻內禁錮終身，仍命有司給其薪米；武氏革去妃號，令回府奉養婆婆；朱奇㶏情有可憫，姑且恕其罪，不革除宁化长子封号，等請封之日由禮部说明；張敷華、顧佐、白鸞各自罰俸三月；羅祿、王鑑之、葉廣、劉政姑且寬恕。
弘治十八年（1505年），朱奇㶏病故。十二月，晋端王朱知烊奏称朱奇㶏身后儿子只有三岁，请求赐朱奇㶏的胞弟朱奇津冠带，暫管府事直到朱奇㶏的儿子长成。明武宗同意。
正德三年（1508年）三月，朱鍾鈵去世。
虽然先前朱奇㶏保留了宁化长子的封号，但去世后，其子朱表樔只被封为管王府事辅国将军，因为本府没有郡王，不敢请求俸禄，屡次引用例子陈情。事下礼部商议。嘉靖七年（1528年）六月，礼部认为朱奇㶏未被革爵，可以准许朱表樔袭封宁化王。嘉靖八年（1529年）十月，朱表樔受册袭封，朱奇㶏被追封为宁化悼康王。

## 评价
- 《弇山堂别集》卷075：未中早夭，温良好樂。